# Germania FV
Germania FV was een Mexicaanse voetbalclub uit Mexico-Stad. 

## Geschiedenis
De club werd op 15 juni 1915 opgericht door Duitse inwijkelingen. De club speelde tussen 1915 en 1933 in de Primera Fuerza, destijds de hoogste speelklasse. Na een derde plaats in 1917 trok de club zich vrijwillig één seizoen terug uit de competitie. In 1920 kwam het tot een tweespalt in de competitie, waardoor er twee competities gespeeld werden in 1920/21. Germania werd kampioen van de Liga Mexicana, maar deze titel wordt niet officieel als landstitel erkend door de voetbalbond. Vanaf 1922/23 werd er wel opnieuw een officieel seizoen gespeeld. Op de voorlaatste speeldag had Germania één punt voorsprong op eerste achtervolger Asturias. Het lot bepaalde dat beide clubs elkaar troffen op de laatste speeldag. Na onenigheden met de scheidsrechter verlieten de spelers van Germania het veld bij een 2-1 achterstand, waardoor Asturias de titel toegewezen kreeg. 
Hierna waren de hoogdagen van de club voorbij. De volgende jaren eindigde de club steevast in de lagere middenmoot en zelfs vier keer op de laatste plaats. In 1933 bereikte de club de finale van de Copa Mexico en verloor deze van Necaxa. Het zou tevens de laatste wedstrijd voor het team zijn, dat hierna ontbonden werd. 